# Gilbert Achcar

Gilbert Achcar 2009

Gilbert Achcar (جلبير الأشقر; * 5. November 1951 in Beirut, Libanon) ist ein französisch-libanesischer Politologe und Soziologe. Seit 2007 ist er Professor für Entwicklungsstudien und Internationale Beziehungen an der School of Oriental and African Studies (SOAS) an der Universität London.

## Biografie
Gilbert Achcar ist in Beirut, Libanon, aufgewachsen, und besuchte die Libanesische Universität, an der er ein Diplomstudium in Philosophie und Soziologie absolvierte. 1983 zog er nach Paris, wo er sein Doktorat in Soziologie und Internationale Beziehungen abschloss. Ab 1991 lehrte er an der Universität Paris VIII Politikwissenschaften, Soziologie und Internationale Beziehungen.
Von 2003 bis 2007 war er als Forscher am Centre Marc Bloch, dem deutsch-französischen Forschungszentrum für Sozialwissenschaften in Berlin tätig. Seit 2007 ist er Professor für Entwicklungsstudien und Internationale Beziehungen an der SOAS University of London. Seine Forschungsthemen sind u. a. der Nahe Osten und Nordafrika, US-Außenpolitik, Globalisierung, Islam und islamischer Fundamentalismus.
Als politisch engagierter linker Intellektueller ist er in der Antikriegsbewegung aktiv. Er ist Autor zahlreicher Bücher und Artikel und wiederholt Gast in Radio- und Fernsehsendungen. Zu seinen Büchern zählen »The Clash of Barbarisms: The Making of the New World Disorder«, das in 13 Sprachen veröffentlicht wurde, und »Perilous Power: The Middle East and U.S. Foreign Policy«, mit Noam Chomsky.
2011 erschien sein Buch »The Arabs and the Holocaust. The Arab-Israeli War of Narratives«, das in der Wissenschaft sehr unterschiedlich rezensiert wurde. So schreibt etwa Peter Novick, Autor von »Nach dem Holocaust. Der Umgang mit dem Massenmord«, über Gilbert Achcars Buch:
„Eine einfühlsame Untersuchung von bedeutendem Ausmaß über den Nahostkonflikt, dem wir sonst meist nur in wütend markanten Sprüchen begegnen. Gilbert Achcars Buch, das minutiöse Wissenschaftlichkeit mit einem einnehmenden Stil verbindet, ist ein wichtiger Beitrag für ein wechselseitiges Verständnis, an dem es so sehr mangelt.“
Avi Shlaim, Autor von »The Iron Wall: Israel and the Arab World« schreibt: „In dieser Studie entlarvt Gilbert Achcar zahlreiche pseudo-wissenschaftliche Arbeiten zum Thema und stellt arabische Haltungen zum Holocaust und den Juden in ihren angemessenen historischen und intellektuellen Kontext. Es ist eine gelehrte, scharfsinnige und äußerst originelle Untersuchung, die das dringend benötigte Licht in einen Bereich bringt, der dazu tendierte von Parteilichkeit und Propaganda beherrscht zu werden.“
Dementgegen steht die Kritik von Jeffrey Herf, der schreibt, dass das Buch seinen Anspruch an wissenschaftliche Redlichkeit mit „superficial, unfair, and unreliable readings of those with whom he disagrees“ konterkariert und solche An- und Untergriffe keinen konstruktiven Beitrag zum wissenschaftlichen Diskurs darstellen. Noch deutlicher wird Matthias Küntzel, der schreibt, dass das Buch eines ist, „in which an author from the political left seeks to protect the dogmas of Western anti-Zionism from the reality of Arab antisemitism.“
Ein ausführliches Interview mit Gilbert Achcar über sein Buch erschien u. a. in der israelischen Tageszeitung Jedi’ot Acharonot auf Hebräisch mit einer englischen Übersetzung in »The Jerusalem Report«. Das Buch wurde auch in der deutschsprachigen Presse positiv besprochen, wobei das hochsensible Thema aber auch zu heftigen Debatten führte. 2012 erschien das Buch auf Deutsch unter dem Titel »Die Araber und der Holocaust. Der arabisch-israelische Krieg der Geschichtsschreibungen.«

## Publikationen

### Deutschsprachige Ausgaben
- Die Araber und der Holocaust. Der arabisch-israelische Krieg der Geschichtsschreibungen. Hamburg: Edition Nautilus, 2012; ISBN 978-3-89401-758-3.
  - Rezension von Martin Forberg, in: Süddeutsche Zeitung vom 11. September 2012 (online)
  - Rezension von Carmen Matussek, in: Israelreport 4/2012, S. 12 (PDF; 10,7 MB)
- (mit Noam Chomsky): Der 33-Tage-Krieg. Israels Krieg gegen die Hisbollah im Libanon und seine Folgen. Hamburg: Nautilus, 2007; ISBN 978-3-89401-539-8.
- (Hrsg.): Arbeitsmarkt, Wohlfahrtsstaat, Familienpolitik und die Geschlechterfrage. Berlin: WZB, 2005.
- (Hrsg.): Gerechtigkeit und Solidarität. Ernest Mandels Beitrag zum Marxismus. Köln: ISP, 2003; ISBN 3-929008-44-0.
- Der Schock der Barbarei. Der 11. September und die „neue Weltordnung“. Köln: ISP, 2002; ISBN 3-89900-104-4.

### Französisch
- La nouvelle Guerre froide : le monde après le Kosovo, 1999; ISBN 2-13-050499-X
- mit Noam Chomsky: La poudrière du Moyen-Orient, 2007; ISBN 2-213-63168-9
- Les Arabes et la Shoah. La guerre israélo-arabe des récits,  Actes Sud / Sinbad, Arles 2009; ISBN 2-7427-8242-7
  - Englisch: The Arabs and the Holocaust. The Arab-Israeli war on narratives. Henry Holt-Metropolitan, New York 2010; ISBN 0-8050-8954-3
    - Rezension in Englisch: Jeffrey Herf über The Arabs and the Holocaust. The Arab-Israeli war of narratives. In: The New Republic, Online Review, 1. Nov. 2010
    - Gilbert Achcar: Eichmann au Caire et autres essais. Zusätzlich zwei Artikel mit Stellungnahmen zur Kontroverse um das Buch, Actes Sud/IPS, Arles 2012; ISBN 2-330-01053-2
- (mit Michel Warschawski): La guerre des 33 jours : La guerre d’Israël contre le Hezbollah au Liban et ses conséquences, 2007; ISBN 2-84597-216-4.
- Le choc des barbaries : terrorismes et désordre mondial, 2002; ISBN 2-87027-877-2
- L’Orient incandescent : le Moyen-Orient au miroir marxiste, 2003; ISBN 2-940189-24-2
- (Hrsg.): Le Marxisme d’Ernest Mandel, 1999; ISBN 2-13-049828-0
  - englischsprachige Ausgabe (Hrsg.): The Legacy of Ernest Mandel, 1999
- (mit Marcel Liebman und Ralph Miliband): Le dilemme israélien. Un débat entre Juifs de gauche, 2006; ISBN 2-940189-33-1.

### Artikel
- Mehrere Artikel von G. A. 2003 - 2005, 2010f. in Le monde diplomatique (auf Englisch)
- Artikel von Gilbert Achcar in International Viewpoint (auf Englisch)
- Artikel von Gilbert Achcar (Memento vom 22. Juli 2013 im Internet Archive) bei ZNet
- Ein Schwarzes Loch. Über die Bürgerrechte in der arabischen Welt (Le monde diplomatique, 8. August 2005).
- Die US-amerikanische Initiative für die Region Greater Middle East. Demokratieförderung und Partnerschaftspapiere (Le monde diplomatique, 8. April 2004).
- Nach dem NATO-Gipfel in Prag. Russland, Europa und die Hegemonie der USA (Le monde diplomatique, 17. Januar 2003).
- Vertrackte Nähe zwischen Washington, Moskau und Peking. Eine Allianz auf unilateraler Basis (Le monde diplomatique, 14. Dezember 2005).
- Katerstimmung (Le monde diplomatique, 15. März 2001).
- Kurze Geschichte der Osterweiterung (Le monde diplomatique, 16. April 1999).
- Massenvernichtungswaffen und die asymmetrischen Bedrohungen. Das Gespenst des Bioterrorismus (Le monde diplomatique, 10. Juli 1998).
- Die arabische Welt als Stiefkind der Demokratie. Gruppenbild mit Despoten (Le monde diplomatique, 13. Juni 1997).
- Nach fünfzig Jahren – die UNO auf dem Weg zu einer Neudefinition. Die Vereinten Nationen der Vereinigten Staaten (Le monde diplomatique, 13. Oktober 1995).
- Self-Deception and Selective Expertise: Bush's Cakewalk into the Iraq Quagmire (CounterPunch, 5. Mai 2004).
- U.S. Imperial Strategy in the Middle East (Monthly Review, Februar 2004).